# Ісмаїл Гюльдюрен
Ісмаїл Гюльдюрен (тур. İsmail Güldüren, нар. 10 січня 1979, Інегьол) — турецький футболіст, що грав на позиції захисника. По завершенні ігрової кар'єри — тренер.
Виступав, зокрема, за клуб «Фенербахче», а також молодіжну збірну Туреччини.
Чемпіон Туреччини. Володар Кубка Туреччини.

## Клубна кар'єра
Народився 10 січня 1979 року в місті Інегьол. Вихованець футбольної школи клубу «Інегьолспор». Дорослу футбольну кар'єру розпочав 1995 року в основній команді того ж клубу, в якій провів один сезон, взявши участь у 24 матчах чемпіонату. 
Протягом 1996—2002 років захищав кольори клубу «Генчлербірлігі».
Своєю грою за останню команду привернув увагу представників тренерського штабу клубу «Фенербахче», до складу якого приєднався 2002 року. Відіграв за стамбульську команду наступні два сезони своєї ігрової кар'єри.
Згодом з 2004 по 2009 рік грав у складі команд «Анкараспор», «Генчлербірлігі», «Бурсаспор» та «Коньяспор».
Завершив ігрову кар'єру у команді «Гіресунспор», за яку виступав протягом 2009—2010 років.

## Виступи за збірні
У 1994 році дебютував у складі юнацької збірної Туреччини (U-16), загалом на юнацькому рівні взяв участь у 49 іграх, відзначившись 4 забитими голами.
Протягом 1998–2001 років залучався до складу молодіжної збірної Туреччини. На молодіжному рівні зіграв у 31 офіційному матчі, забив 1 гол.

## Кар'єра тренера
Розпочав тренерську кар'єру, повернувшись до футболу після невеликої перерви, 2015 року, увійшовши до тренерського штабу клубу «Інегьолспор».
Протягом тренерської кар'єри також очолював команди «Інегьолспор» та «Чорум».
Наразі останнім місцем тренерської роботи був клуб «Чорум», головним тренером команди якого Ісмаїл Гюльдюрен був протягом 2020 року.

## Титули і досягнення
- Чемпіон Туреччини (1):

«Фенербахче»: 2003-2004
- Володар Кубка Туреччини (1):

«Генчлербірлігі»: 2000-2001